# Evangelische Pfarrkirche Gnesau

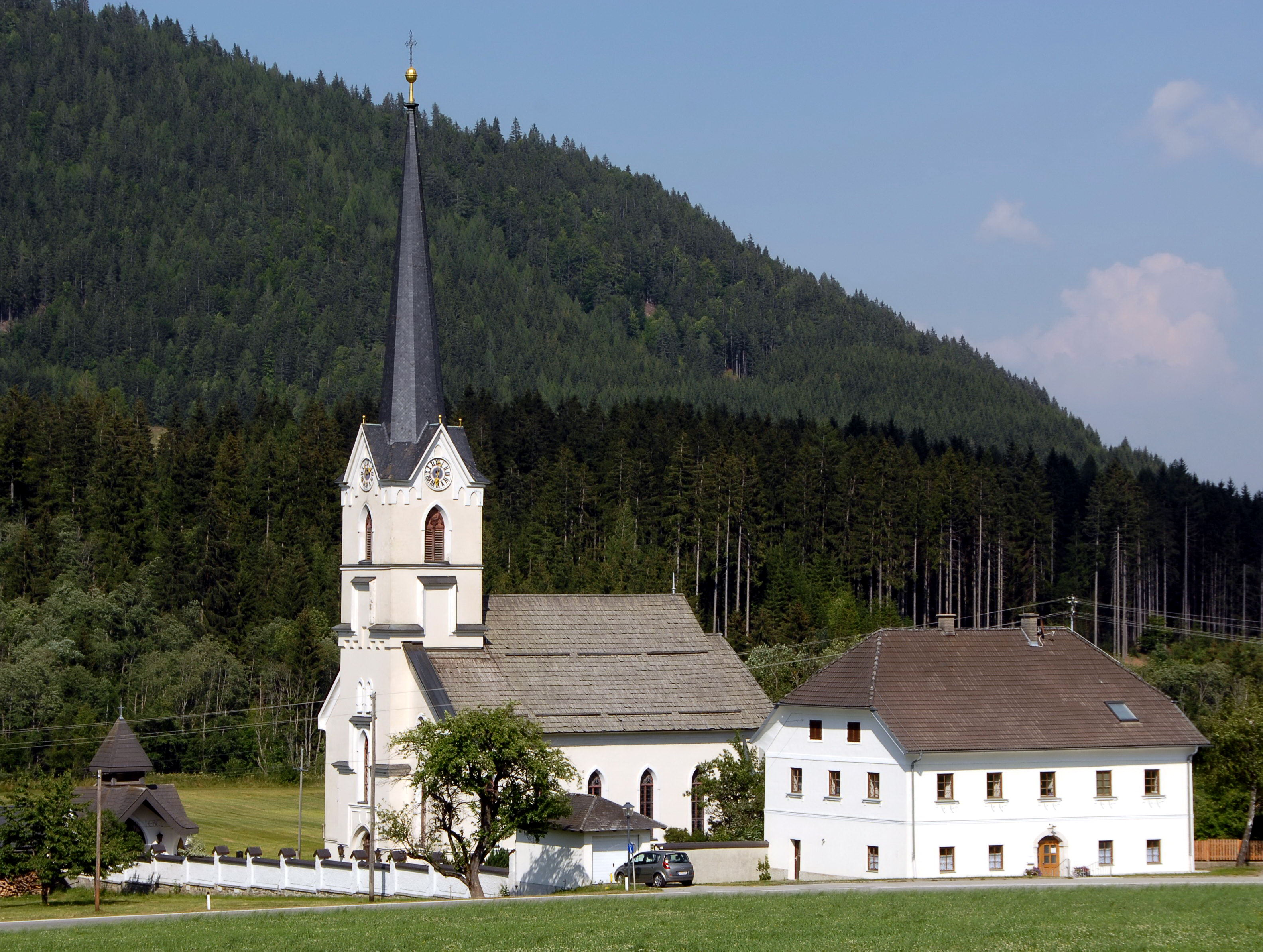
Evangelische Kirche und Pfarrhaus

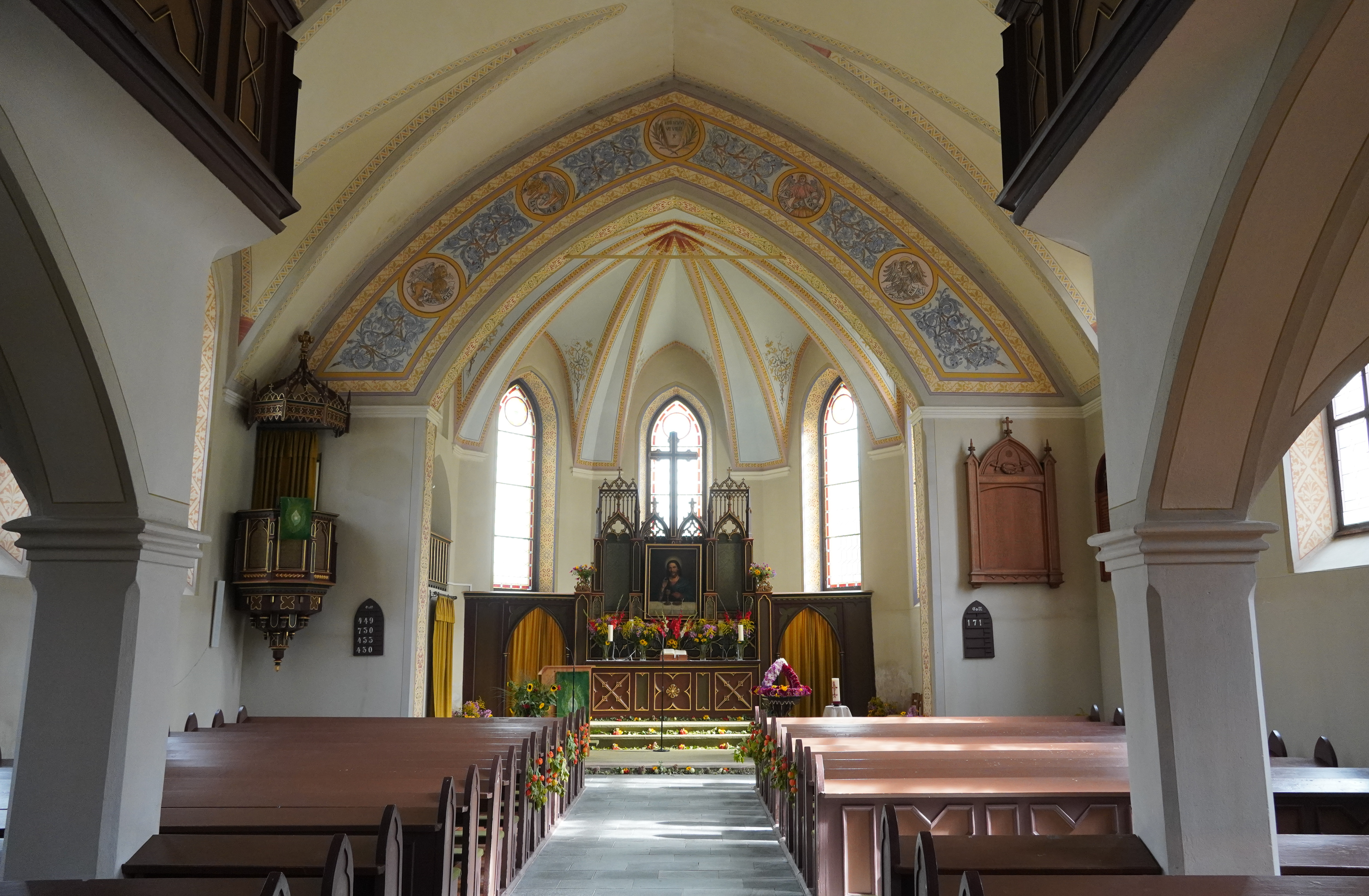
Innenansicht vom Langhaus zum Altar

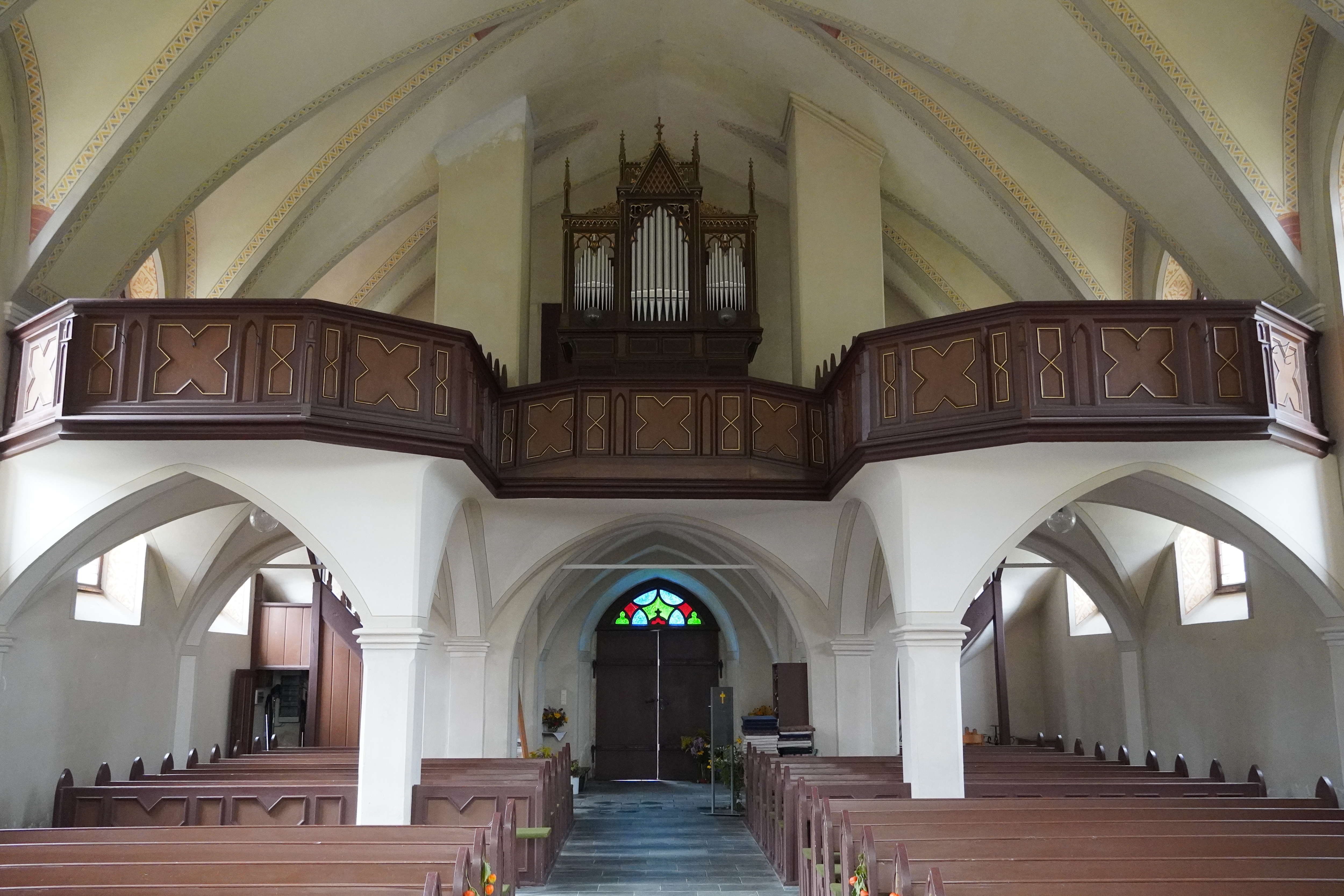
Ansicht der Westempore mit der Kirchenorgel

Die Evangelische Pfarrkirche Gnesau mit Friedhof steht in der Ortschaft Weißenbach in der Gemeinde Gnesau. Die Kirche steht unter Denkmalschutz (Listeneintrag).

## Geschichte
Im 16. Jahrhundert wurde das den Freiherrn Khevenhüller unterstehende Gebiet um Gnesau protestantisch, weil Christoph Khevenhüller zum Protestantismus konvertiert war. Um 1600, als die Gegenreformation einsetzte und im 17. Jahrhundert, vor allem in der zweiten Hälfte, als die Grafen Lodron die Grundherrschaft Himmelberg übernommen hatten, mussten zahlreiche Geheimprotestanten die Gegend verlassen. Auch im 18. Jahrhundert war Gnesau von der Transmigration betroffen. Von 1752 bis 1756 wurden 139 Geheimprotestanten aus der Pfarre deportiert.
Nach dem Erlass des Toleranzpatents 1781 wurde bereits 1782 in Gnesau eine evangelische Gemeinde gegründet. Die Gläubigen kamen vor allem aus Himmelberg, Gnesau, Tiffen und Wachsenberg. Das Gemeindegebiet umfasste anfangs ganz Unterkärnten. Eine Filialkirche bestand im 60 Kilometer entfernten Eggen am Kraigerberg. 1785/85 errichtete man ein hölzernes, 1803 ein steinernes Bethaus. 1846 wurde das heutige Pfarrhaus in Weißenbach errichtet. Antonio Missoni erbaute 1870/1871 die heutige Kirche, den Turm fügte man 1911 hinzu.

## Beschreibung
Die Kirche ist ein einheitlich neugotischer Bau. Das Schiff und der polygonale Chor haben mit Holzschindel gedeckte Dächer und einheitliche, umlaufende Lanzettfenster. Der leicht vorspringende Turm in der Westfassade mit spitzbogigen Schallöffnungen wird durch Gesims und Gebälk gegliedert und von einem Spitzhelm bekrönt. In den Dreiecksgiebeln befinden sich die Zifferblätter einer Turmuhr von 1882. Der Kircheneingang führt durch das Westportal und das Turmerdgeschoß und in den Kirchenraum.
Über dem Kirchenschiff erhebt sich eine Spitztonne mit tief einschneidenden spitzbogigen Stichkappen. Die Westempore über Pfeilern mit kreuzgratigen Gewölbeformen springt seitlich in das Langhaus vor. Zwei der Emporenpfeiler setzen sich über der Empore als Stützen für die Turmkonstruktion fort. Ein Triumphbogen verbindet das Langhaus mit dem Chor mit Fünfachtelschluss. Links hinter dem Aufgang zur Kanzel befindet sich ein emporenartiger Vorraum, der sich mit einer spitzbogigen Arkade zum Chor hin öffnet.
Die neugotische Einrichtung der Kirche stammt aus dem letzten Viertel des 19. Jahrhunderts. Ein Leinwandbild zeigt einen Brot und Wein segnenden Christus. Die Orgel baute 1890/91 Franz Grafenauer.